# Boyd County, Kentucky
Boyd County är ett administrativt område i delstaten Kentucky, USA, med 49 542 invånare år 2010. Den administrativa huvudorten (county seat) är Catlettsburg.

## Geografi
Enligt United States Census Bureau har countyt en total area på 419 km². 415 km² av den arean är land och 4 km² är vatten.

### Angränsande countyn
- Greenup County - nordväst
- Lawrence County, Ohio - nordost
- Wayne County, West Virginia - öst
- Lawrence County - syd
- Carter County - väst